# ウェストマール
1. ベルギーのフランデレン地域アントウェルペン州の一地区。
2. 1にある修道院。ウェストマール修道院。
3. 2の醸造所で作られるトラピストビールの名称。ここで記述する。

ウェストマール（英語: Westmalle）はベルギーのウェストマール修道院で醸造されるトラピストビールの名称である。

## 概要
ウェストマール修道院はカトリック厳律シトー会の修道院。
正式名称はオランダ語で「Abdij Onze-Lieve-Vrouw van het Heilig Hart van Jezus」
日本語に訳すと「Abdij(修道院） Onze-Lieve-Vrouw（私たちの貴婦人） van het Heilig Hart van Jezus（イエスの聖なる御心）」となり、
「私たちの貴婦人」は聖母マリアを意味し、これをフランス語ではノートルダム (Notre-Dame)となる。
これらは聖母マリアに捧げ名付けられた堂名・院名で世界各地に存在している。
アントウェルペン州では『フランダースの犬』に登場しルーベンスの絵画で知られるノートルダム大聖堂などがある。
それらとの区別もあり、通常はウェストマール修道院と呼ばれる。
醸造しているビールの中でも、特に黄金色のウェストマール・トリプルで知られる。
原料は院内で汲み上げた地下水と大麦麦芽に、キャンディーシュガーを液化して投入し、
二次発酵の後に瓶詰めされ、さらに保管して瓶内熟成を行ってから出荷される。

## 歴史
- 1794年 - 区を担当するカトリック司教によって農地を与えられた修道士により修道院が開始される。しかし同年フランス軍の侵攻が行われたため放棄された。
- 1802年 - 修道士が戻り再建をされるが、ナポレオンがトラピスト会の修道院を閉鎖する法律を布告したため、1811年から1814年の間、放棄されていた。
- 1836年 - 院内での飲用としてビールの醸造を開始する[1]。
- 1870年 - 地元であるウェストマールの村での販売が開始し、1921年からは商業用に拡大した[1]。
- 1934年 - トリプルの製造を始める。

## 種類

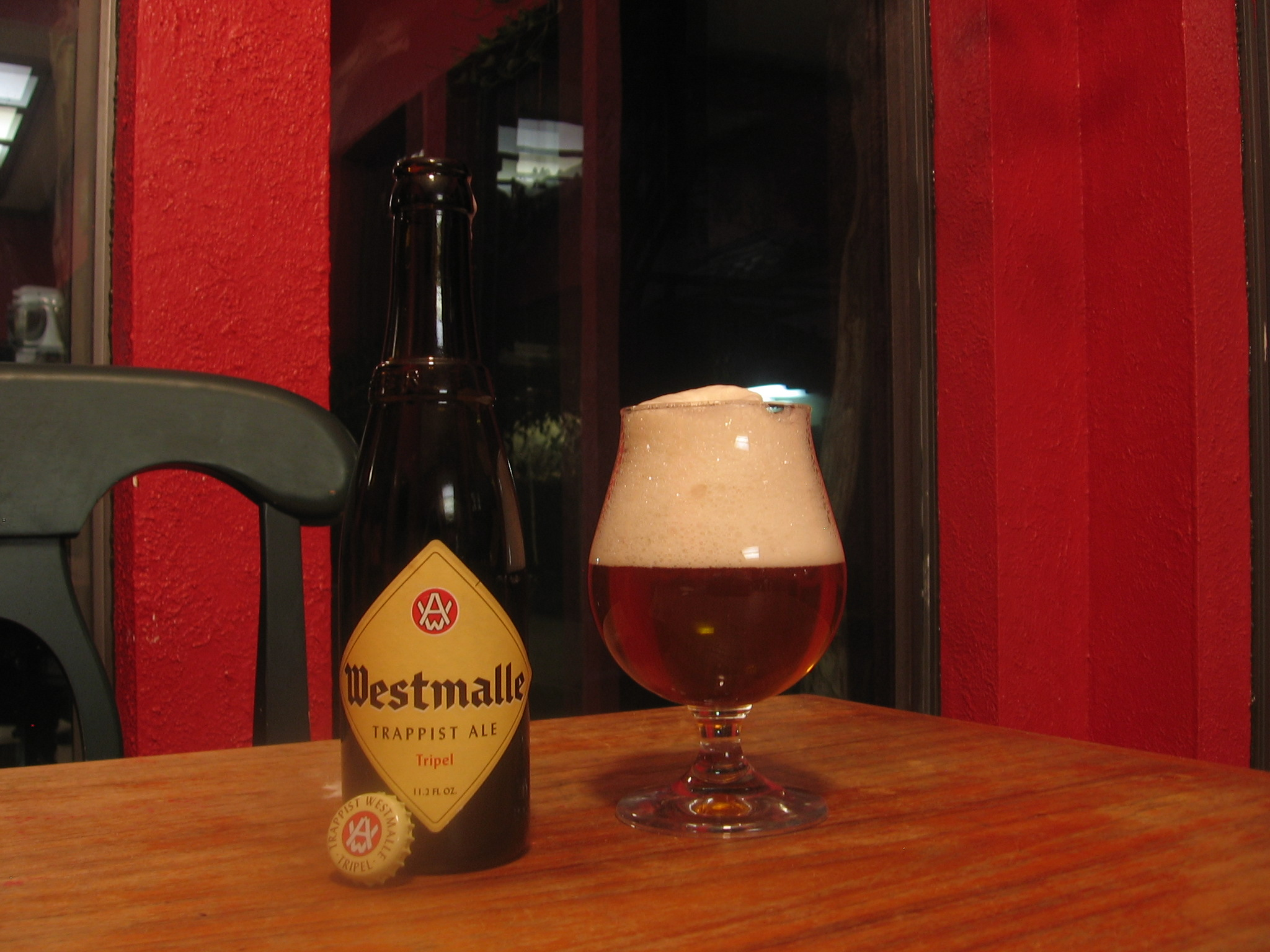
ウエストマール・トリプル

3種類のうち2種類が流通している。通常のビールは度数が高くなるほど液色が濃くなる傾向にあるが、ウェストマールは逆にダブルが濃色でトリプルを淡色にしている。
この淡色金色のトリプルは好評を博し、これを参考にして金色のトリプルを作る醸造所が多く現れたため「トリプルの元祖」、「トリプルの母」とも呼ばれている。なお、ウエストマールはトリプルやダブルの起源となったビールの醸造を開始した醸造所でもある。
ウェストマール・ダブル (Westmalle Double)
アルコール度数7%。ラベルと王冠は赤紫に赤いマーク。液色はブラウンから赤紫とも表現される濃色のビール。フルーツ臭と、バナナのようなエステル臭がある。コクがありまろやかで、見た目ほどのアルコールは感じない。
ウェストマール・トリプル (Westmalle Triple)
アルコール度数9.5%。ラベルと王冠はクリーム色に赤いマーク。液色は金色。キメの細かい泡が立つ。フルーツのような香りがあり、口当たりはまろやかで軽くスパイシー。
ウェストマール・エクストラ (Westmalle EXTRA)
アルコール度数4.8%。シングルやエンケルとも。ラベルは無く、黄色の王冠。院内での飲用なので流通はしていない。併設のカフェでのみ飲める。金色で香りは穏やか。苦みを強く感じる。